# Geoffroi David
Geoffroi David, ou  Pauteix,  mort en janvier 1377, est un évêque français du XIVe siècle.  Geoffroi est un neveu de l'évêque Ranud  d'Autun.

## Biographie
Geoffroi est chanoine d'Autun et succède à son oncle en 1361. Il gouverne l'église de Lyon après la mort de Guillaume II de Thurey en 1365.